# 미영 전쟁
미영 전쟁(美英戰爭) 또는 1812년 전쟁(영어: War of 1812)은 1812년 6월부터 1815년 2월까지 미국과 영국, 그리고 양국의 동맹국 사이에서 벌어진 전쟁이다. 영국의 역사학자들은 이 전쟁을 나폴레옹 전쟁의 일부로 간주하지만, 미국과 캐나다에서는 서로 구별하고 있으며, 나폴레옹 전쟁과 별개로 벌어진 전쟁으로 간주한다.
프랑스 제1제국과의 전쟁의 발발로 인해 영국은 프랑스와의 중립적인 무역을 막기 위해 해상봉쇄를 감행했고, 미국은 이것이 국제법을 위반한 것임을 주장하며 미국과 영국과의 관계를 악화시켰다. 해상봉쇄를 감행하기 위해 영국은 미국 상선 항해사들을 영국 해군에 복무하게 했다. 전쟁 발발 5년 전 발생한 체사피크 레오퍼드 사건을 비롯한 여러 사건들은 미국 내에 반영 감정을 증폭시켰다. 1811년에는 11명의 영국 해군이 사망한 리틀 벨트 사건으로 인해, 영국 역시 이에 분노하게 되었다.
이때 영국은 국경지역에서 미국 정착자들을 공격하는 아메리카 원주민들을 지원하고 있었고, 이는 아메리카 대륙으로의 확장을 추진하던 미국 정부의 분노를 사게 되었다. 역사학자들은 현재 캐나다인 영국령 북아메리카 일부 또는 전체를 병합하고자 하는 미국의 욕구가 미국이 전쟁을 하겠다고 결정한 것에 대해 영향을 미쳤는지에 대해 논의 중이다.
1812년 6월 18일, 미국 대통령 제임스 매디슨은 매파의 압력으로 영국과의 전쟁을 선포했다. 나폴레옹 전쟁으로 인해 대부분의 군대가 유럽에 있었던 영국은 방어 전략을 채택했다. 미국의 전쟁 추진 능력은 국민들로부터의 반발로 인해 제대로 이뤄지지 못했다. 특히 뉴잉글랜드 주에서 반발이 심했는데, 이들은 이 전쟁을 "매디슨 씨의 전쟁"이라고 경멸적으로 불렀다. 미국의 디트로이트 포위전 및 퀸스턴 하이츠 전투에서의 패배로 인해 어퍼 캐나다를 장악하겠다는 미국의 시도는 좌절되었으며 영국군의 사기를 높이는 결과를 가져왔다. 미국은 로어 캐나다와 몬트리올을 장악하려고 했으나 이것도 실패로 끝나고 말았다. 1813년 미군은 이리 호 전투에서 승리를 거두었고, 테쿰세 동맹을 테임즈 전투에서 패배시켜 전쟁의 우선 목표를 달성했다. 미국이 캐나다를 침공하려는 마지막 시도는 룬디즈레인 전투에서 미군이 패배하면서 실패로 끝났다. 해상에서는 강력한 영국 해군이 미국의 항구를 봉쇄해 미국의 무역을 차단하고 영국군이 해안을 급습할 수 있는 기회를 만들어주었다. 1814년 이러한 공습 중 하나로 워싱턴 방화가 있었으며, 미군은 이에 맞서 플래츠버그 전투와 발티모어 전투에서 영국군을 격퇴시켰다.
영국에서는 전쟁세와 미국과의 무역을 재개하자는 요구로 인해 전쟁에 대한 반대 목소리가 높아졌다. 퐁텐블로 조약을 통해 프랑스에 대한 해상봉쇄가 종료되었고, 영국은 압박을 중단했다. 영국은 이후 미국 항해사들에 대해 고려할 가치가 없다고 판단했다. 영국 정부는 이후 미국 해안에 대한 봉쇄를 강화해 미국의 해상 무역을 거의 중단시켰고, 미국 정부를 파산으로 몰고 갔다. 1814년 8월부터 평화 협상이 이뤄졌고, 1814년 12월 24일 헨트 조약이 체결되었다. 평화 조약은 몇몇 지역에 전달되지 못했고, 이에 따라 영국군은 루이지애나를 침공했지만 1815년 1월 뉴올리언스 전투에서 패배했다. 이 승리 덕분에 미국에 대한 반전 감정은 완전히 사라졌으며, 이는 미국 전체가 다시 통합되는데 기여했다. 미국 정부는 1815년 2월 27일 종전을 공식적으로 발효했으며 전쟁은 이전 상태로 복귀했다.

## 원인

### 명예와 제2차 독립전쟁
리스조드가 주목하듯이 미국인들에게 말을 꺼내지는 않았지만, 강력한 동기가 영국의 모욕(체사피크 레오퍼드 사건을 포함하여)이라고 여긴 것에 맞서 국가의 명예를 뒷받침하고자 하는 욕구였다. 브랜즈는 “다른 매파들은 제2차 독립전쟁으로서 영국과의 항쟁에 대해 언급했다”고 말하고 있다. 여전히 미국 독립 전쟁의 상처를 안고 있는 앤드류 잭슨은 특별한 확신을 가지고 그러한 관점을 견지했다. 다가오는 충돌은 미국민의 권리 침해에 대한 것었지만, 또한 미국의 정체성에 대한 증명에 관한 문제기도 하였다.

### 프랑스와 교역
1807년에, 영국은 1807년 위원회 명령을 통해 영국과 전쟁을 하고 있는 프랑스와 미국의 교역을 방해하기 위해 일련의 무역 제한 정책들을 적용했다. 미국은 이러한 제한 정책을 국제법 위반이라고 이의를 제기했다.
영국은 중립으로서의 이론적인 권리와 상관없이 미국과 프랑스와의 교역을 줄이기를 원했다. 역사학자 레지널드 오스먼이 설명한 것처럼 "정부나, 나라에서 영향력을 행사할 수 있는 여론이 미국이 영국에 대한 군사적 우위에서 위협을 줄 정도가 되었다고 생각한 것이다."
미국의 상선이 1802년에서 1810년 사이 두배에 가까워져 가장 큰 규모의 중립 함대를 구성했다는 것이다. 영국은 가장 큰 교역 상대로 미국산 면의 80%를, 다른 미국수출의 50%를 받아들였다. 영국 대중과 언론은 성장해가는 무역적, 상업적 경쟁력에분개하고 있었다. 미국의 관점에서는 영국의 제한조치가 타인과 교역을 할 권리를 침해한 것이었다.

### 징발

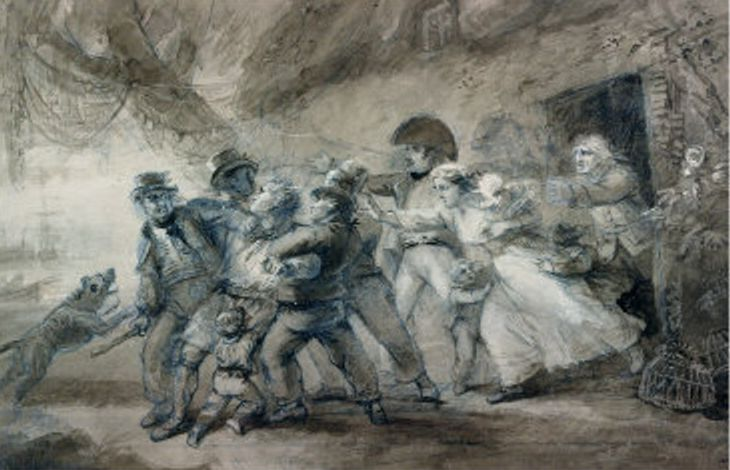
Press gang: 유화 by 루크 클레넬

나폴레옹 전쟁동안, 영국 해군은 14만명의 운영 해군이 필요한 175척의 전열함과 600척의 배를 늘였다. 해군은 평화기에는 자원자들로만 배에 배치할 수 있는 반면, 전시에는 소수의 숙련된 선원을 영국 상선과 샤락선과 경쟁하며 확보해야 했다. 그래서 자원병만으로는 배를 움직이지 못할 때는 징발을 했다. 영국은 자국 국민으로서의 지위를 포기하고, 어떠한 나라에도 이민을 가서 정착할 권리를 인정하지 않았다. 그리하여 미국은 영국 태생의 선원이 미국 배에 미국인으로서 타는 것을 인정한 반면, 영국은 그렇게 하지 않았다. 1805년에 11,000명의 귀화 선원이 있는 것으로 추정되었다. 재무부 장관 앨버트 갤러틴은 9,000명이 영국에서 태어났다고 언급했다. 영국 해국은 그들을 추적하여 붙잡거나, 미국 상선을 수색하여 탈영병으로 체포했다. 린더호 사건이나 체사피크 레오퍼드 사건과 징발은 미국의 주권을 침해했고, 미국인으로 귀화한 외국인들을 부인함으로써 미국인들을 격노케 했다. 게다가, 미국의 배에서 복역하는 수 많은 영국계 귀화 선원들 중 다수는 아일랜드인이었다. 아이작 천시 선장의 1808년 조사에서 뉴욕시에 근거를 둔 58%의 선원이 귀화한 시민이거나, 최근에 이민을 온 이민자였으며, 대다수(150명 중 134명)가 영국에서 온 외국계 선원임을 밝혀냈다. 게다가, 134명의 영국 선원들 중 80명은 아일랜드인이었다.
미국은 영국 탈영병이 미국 시민이 될 수 있는 충분한 권리가 있다고 믿었다. 그러나 영국은 귀화한 미국 시민을 인정하지 않았다. 그래서 탈영병을 확보하는 것 외에도, 영국 태생의 미국 시민도 징방의 대상으로 고려했다. 이러한 상황을 더욱 악화시킨 것은 선원들에 의해 만연된 위조 신분증과 보호증서의 사용이었다. 이것은 영국 해군이 미국인과 비미국인의 구별을 어렵게 하여, 영국에 가본 적도 없는 일부 미국인들까지 징발하게 한 것이다. (일부는 항소를 하여 석방되었다.) 미국인들의 징발에 대한 분노는 영국 프리깃함이 미국 해안이 보이는 곳에 정박을 하여, 밀수품을 수색하여 미국 영토 내에서 징발을 하자 더욱 커졌다. ‘자유 무역과 선원들의 권리’가 이러한 충돌을 통해 미국이 외치는 구호였다.

### 영국의 인디언 지원
오늘 날의 오하이오, 인디애나, 일리노이, 미시간, 위스콘신을 구성하는 북서부 영토는 인디언 국가들과 미합중 사이의 전장이 되었다. 대영제국은 1783년 파리 조약을 통해 미합중국에 이 지역을 할양했으며, 양측 모두 이미 그 땅에 다양한 부족의 인디언들이 살고 있다는 사실을 무시하고 있었다. 이곳에 살고 있었던 부족으로는 마이애미, 위네바고, 쇼니, 폭스, 사우크, 키카푸, 델라웨어, 그리고 와이언도트 부족이 있었다. 원래 살고 있던 그들의 나라를 떠났던 일부 전사들은 쇼니족 예언자 텐스콰타와를 따랐다. 텐스콰타와는 악령의 아이들(미국 정착민들)을 쫓아냄으로써 자신들의 사회를 정화하겠다는 비전을 가지고 있었다. 텐스콰타와와 테쿰세는 형제였는데 미국의 팽창을 공동으로 막기 위해 여러 부족들의 연합체를 구성했다. 영국은 이러한 인디언 국가들을 가치있는 동맹자로 여겼고, 캐나다 식민지에 대한 완충 지대가 될 수 있을 것이라고 생각하고 무기를 제공했다. 북서부 영토에서 미국 정책민들에 대한 습격은 영국과 미국 사이의 긴장을 더욱 악화시켰다. 인디언 연합체의 습격과 존재는 북서부 영토에서 풍족한 농지로의 미국인들의 팽창을 방해했다. 프렛은 다음과 같이 쓰고 있다.
| “ | 영국 당국이 그들이 전쟁 시 동맹군으로 사용할 목적으로 북서부 인디언 동맹을 지원하거나, 승리하도록 전력을 다한 많은 증거가 있다. 인디언 동맹은 오로지 선물로 유지될 수 있었으며, 인디언들에게는 무기와 같은 선물이 아니면 수용되지 않는다. 총과 탄환, 토마호크와 머리가죽을 벗기는 칼은 영국 요원들에 의해 넉넉하게 거래된다. | ” |

1810년과 1811년에 들어와 습격은 더욱 심해졌다. 서부 출신의 의회 의원들은 그러한 습격들을 더 이상 용인할 수 없었고, 인디언들을 영구히 끝장내기를 원했다.
그러나, 미합중국 역사 센터에 의하면, “‘땅에 굶주린 개척자들’은, 의심할 여지없이 영국의 음모에 의한 결과이며, 인디언이 습격한 모든 곳에서 발견된 영국군 머스켓과 장비들이었다는 소문이 떠돈 후에 그 문제를 악화시켰다. 그리하여 서부의 사람들은 그들의 문제가 영국을 캐나다에서 쫓아내야만 해결될 것이라는 것을 확신했다.”
영국은 오하이오와, 인디애나, 미시건에 걸쳐서 대규모의 중립 인디언 국가를 만든다는 장기적 입장의 목표를 가지고 있었다. 그들은 1814년 늦은 가을의 평화회담에서 그러한 요구를 했지만, 1813년 이리호와 주변에서 치러진 핵심적인 전투에서 온타리오 서부의 통제권을 상실하게 된다. 이러한 전투들은 영국군의 주요 동맹군이었던 인디언 동맹을 파괴했으며, 제안된 중립 지역과의 의사소통을 단절시켰다. 그리고 그것은 영국군과 인디언들의 통제 하에 남아있었던 지역이었다. 미국의 강력한 주장으로 영국은 그들의 요구사항을 포기하고 말았다.

### 미국의 팽창주의
미국의 북서부 영토의 팽창은 테쿰세와 같은 토착민 지도자들에 의해 가로막혔다. 테쿰세는 영국으로부터 지원을 받고 있었다. 서부 변경의 개척민들은 이런 상황에 적극 개입해 줄 것을 요구했다.
캐나다 병합하고 싶은 미국인들의 열망은 전쟁을 불러올 것이 뻔했기 때문에 논란이 많았다. 대다수의 역사학자들은 캐나다의 함락이 바다에서 문제를 야기하고 있는 영국군을 물러나게 할 협상카드로만 의도되었을 것이라고 믿고 있다. 캐나다 함락은 또한 영국의 서부 인디언 식민지에 식량 공급을 중단하고, 일시적으로 영국이 인디언들에게 군수품을 지원받지 못하도록 해줄 것이었다. {{sfnm|1a1=Stagg|1y=1981|1pp=3–34|2a1=Stagg|2y=1983|2loc= }.{{sfn|Horsman|1962|p=267}.{{sfn|Hickey|1989|p=72}.{{sfn|Brown|1971|p=128}.{{sfn|Burt|1940|pp=305–10}.
그러나 비중 있는 소수의 역사학들은 캐나다를 병합하고자하는 욕망이 실제로 전쟁을 가져왔다고 믿고 있다. 역사학자들은 캐나다 병합이 북미에서 영국군을 몰아내는 장기적인 목표를 달성하는 것이며, 인디언 문제를 영구히 해결하고, 엄청난 넓이의 귀중한 땅을 획득하는 것이라고 지적하고 있다. 이러한 관점은 1940년 이전도에 유력했지만, 지금도 계속 많은 수의 역사학자들이 견지하고 있는 관점이다.{{sfn|Nugent|p=73}.{{sfn|Nugent|p=75}.[
이러한 관점들은 종종 여론도 마찬가지이기는 하지만, 국수주의적 연대를 토대로 하고 있다.
어퍼캐나다(Upper Canada, 지금의 온타리오주 남부)는 미국 독립 전쟁으로 미국에서 추방된 미국 왕당파 또는 전후 미국의 이민자들이 많이 정착하고 있었다. 미국 왕당파들은 미합중국과 연대하는 것에 적의를 가지고 있었지만, 이민자 개척민들은 일반적으로 정치적으로 무관심했으며, 전시에 중립으로 남거나 영국을 지원했다. 캐나다 식민지 주민들은 인구가 적었고, 영국군은 허술하게 방어를 해주었다. 당시 미국인들은 어퍼캐나다에 살고 있는 사람들이 봉기하여 미국 침략군을 해방군으로 맞아줄 것이라고 믿고 있었다. 그러나 그러한 일은 일어나지 않았다. 미합중국군이 캐나다에서 성공적인 전투를 벌이고도 퇴각한 한 가지 이유는 현지인들로부터 보급을 받을 수 없기 때문이었다. 그러나 토머스 제퍼슨 대통령이 믿고 있는 것처럼 미국인들은 현지의 지원 가능성이 쉬운 정복을 연상시켰을 것이라고 생각했다. “올해의 퀘벡 인근까지 캐나다 획득은 단순히 행군의 문제가 아니라 핼리팩스 습격과 다음으로 그리고 최종적으로 영국을 미국 대륙에서 몰아낼 수 있는 경험을 제공해 줄 것입니다..

### 미국 내 정치적 갈등
영국 정부가 유럽 대륙에 걸친 개입으로 인해 북미의 상황 악화에 대체로 신경쓰지 않은 가운데, 미국은 강력한 중앙집권과 영국과의 연대를 지지하는 북서부에 기반을 둔 연방당과 느슨한 중앙 정부와 노예제도 보존, 인디언 랜드로의 팽창, 그리고 영국과의 더 강력한 결별을 주장하는 남부와 서부에 기반을 둔 민주공화당 사이에 중요한 정치적 갈등 속에 빠져있었다. 1812년경, 연방당은 상당히 세력이 약해져 있었고, 민주공화당은 1차 임기를 마친 제임스 매디슨과 의회를 장악하여 보다 공격적으로 영국에 맞서 약해진 연방당 경쟁자를 더욱 약화시킬 수 있는 매우 강력한 위치에 있었다. 그 전쟁을 통해, 북서부의 연방당 우세 지역에서 미국에 대한 지원동기는 약해져 있거나 또는 아예 없었다. 비록 전후 하트퍼드 회의에서 연방주의자들의 자기파괴는 결국 전국으로부터의 반동적인, 더 광범위한 지원으로 이어졌다.

## 선전포고
1812년 6월 1일, 제임스 매디슨 대통령은 선전포고를 요구하는 특정한 언급을 하지 않은 채 대영제국에 대한 미국의 분노를 자세히 설명하기 위해 의회에 사람을 파견했다. 매디슨의 특사 파견 이후, 하원은 4일동안 문을 닫고 투표를 하기 전에 심사숙고를 했다. 미합중국 역사상 최초의 선전포고는 하원에서는 79 : 46으로 61% 찬성했고, 상원에서는 19:13으로 59%가 찬성을 했다. 공식적인 충돌은 1812년 6월 18일 매디슨이 조치를 법제화하여 서명을 하고, 다음 날 공표를 함으로써 시작되었다. 이것은 미합중국이 타국에 선전포고를 하는 최초의 사건이었고, 의회의 투표는 미국 역사상 정식으로 선전포고를 하는 투표로서는 가장 치열한 것이 되었다. (정식적인 선전포고는 아니지만, 1991년 이라크 결의안에 대한 군대의 사용 승인은 더 근접한 투표였다.) 의회의 39명의 연방당 의원 중 누구도 찬성표를 던진 사람은 없었다. 전쟁 평론가들은 그것을 ‘매디슨 대통령의 전쟁’이라고 일컬었다.
5월 11일 런던의 이른 시각 한 암살자가 영국 수상 스펜서 퍼시벌을 암살했으며, 이것은 리버풀 경이 권력을 잡는 계기가 되었다. 리버풀은 미국과 보다 실질적인 관계를 맺기를 원했다. 6월 23일, 그는 의회에 명령탄원서를 제출했지만, 대서양을 건너 미국에 소식이 전달되기까지 3개월이 소요되었기 때문에, 미국은 이것을 알지 못했다. 1812년 6월 28일, 전함 ‘콜리브리 호’가 휴전 깃발을 달고, 핼리팩스로부터 급파되었다. 7월 9일, 그 배는 샌디훅에 닻을 내렸다가, 3일 후에 선전포고장을 들고 귀환하게 된다. 당시 영국 대사는 포스터였고, 영사는 바클레이 대령이었다. 선전포고 소식이 런던에 들어가는데는 좀 더 시간이 소요되었다. 미국의 선전포고에 응답하여, 아이작 브록은 어퍼캐나다의 시민들에게 전지상태를 선언하는 성명서를 발표하며, 모든 군관계자가 적과 교신을 하지 않도록, 그리고 미국인을 도우려는 용의자는 체포하라는 의무에 충실하게 경계하라고 촉구했다.

## 과정
비록 몇 년간의 분노한 외교적 분쟁이 선행되어 전쟁이 발발하기는 했지만, 막상 전쟁이 시작되었을 때는 어느 쪽도 준비가 되어 있지 않았다. 영군은 나폴레옹 전쟁에서 발을 뺄 수가 없었고, 대부분의 영국군은 반도 전쟁(포르투갈과 스페인에 있는)에 배치되어 있었으며, 해군은 대부분의 유럽 해안을 봉쇄하느라 움직일 수 없었다. 1812년 캐나다에 있는 영국 정규군의 숫자는 공식적으로 캐나다 민병대에 지원을 받는 6,034명이었다. 전쟁 내내, ‘전쟁과 식민지국’ 장관은 헨리 배서스트 백작이었다. 전쟁 시작 후 2년 동안, 그는 북미를 강화하기 위해 소수의 부대 밖에 배정할 수 없었으며, 북미 사령관 조지 프레보스트 경에게 방어 전략만 유지하라고 했다. 자연 조심스러울 수밖에 없는 프리보스트는 이러한 지시사항을 따라 미국의 공격에 더 취약한 어퍼캐나다를 희생하고 로어캐나다에 대한 방어에만 집중했으며, 공격 작전을 거의 허용하지 않았다.
미합중국 또한 전쟁을 밀어붙일 만큼 준비가 되어 있지는 않았다. 왜냐하면 주 민병대가 캐나다를 쉽게 공략할 수 있을 것이라 가정했고, 게다가 협상이 이뤄지고 있었다. 1812년, 정규군은 12,000명 이하의 사병으로 구성되어 있었다. 의회는 35,000명까지 병력을 확대하도록 승인하였지만, 군복무는 지원제였으며, 인기가 없었다. 급여도 많지 않았고, 적어도 초반기에는 훈련된 숙련 장교도 거의 없었다. 민병대는 위수지역 외부에서 복역하는 것을 반대했고, 훈련도 제대로 되어 있지 않았으며, 위수지역 밖의 주에서는 영국군에 소극적으로 대응했다. 미국 전쟁위원회는 특히 반전의 목소리가 높은 뉴잉글랜드 지역에서는 인기가 없었다. 매사츠세츠 주 출신의 2명의 의원인 시버와 위저리는 공개적으로 모욕을 당하고, 보스톤 거래소에서 야유를 받았다. 반면 플러머스 구의 의원이자, 연방대법원장인 찰스 터너는 1812년 8월 3일 군중들에게 붙잡혀 발길질을 당했다. 미합중국은 이 전쟁에 대한 자금을 조달하는 데 엄청난 어려움을 겪었다. 정부는 미합중국 제1 은행을 해산해버렸고, 북서부의 사립 은행들은 전쟁에 반대했다. 뉴잉글랜드에서의 민병대 보충과 재정 마련의 실패는 심각한 타격이 되었다. 하트포드 전당대회에서 증명된 것과 같이 뉴잉글랜드 주의 분리 독립의 목소리가 위험 수위에 이르렀다. 영국은 전쟁 내내 남부 항구들만 봉쇄를 하고, 밀수를 조장하면서 이러한 분열을 이용했다.
1812년 6월 12일, 윌리엄 헐 장군이 미국 침략군(1,000명 정도의 훈련도 받지 않고, 장비도 형편없는 민병대)을 이끌고 디트로이트강을 건너서 캐나다의 샌드위치 타운(현재의 온타리오 윈저 부근)을 점령했다. 8월경, 헐과 그의 부대(500명의 캐나다인을 더해 2,500명에 이르는)가 디트로이트로 후퇴하여, 그곳에서 그들은 영국군 장군 아이작 브록 소장과 쇼니족 지도자 테쿰세가 이끄는 훨씬 더 적은 영국 정규군과 캐나다 민병대 그리고 인디언들에게 항복을 했다.. 항복한 이들은 미국의 디트로이트 마을을 포기했을 뿐만 아니라, 대부분의 미시간 준주에 대한 통제권도 상실했다. 몇 개월 후에 미국은 이번에는 나이아가라반도로 두 번째 캐나다 침략을 단행했다. 10월 13일 미합중국군은 퀸스턴 하이츠 전투에서 다시 패배를 당했으며, 이 전투에서 브록 장군이 전사를 했다.
군과 민병대 지도부는 1814년까지 핵심적인 미국의 약점을 남겼다. 초기의 재앙은 주로 당시 현직에 있던 윌리엄 유스티스 국방부 장관에 의해 추진된 미합중국군의 준비 미비와 지도력 부재로 초래된 것이었다. 그의 후임자 존 암스트롱 주니어는 1813년 말에 몬트리올 함락을 목표로 1만명으로 전략을 조정하려고 시도했지만, 그는 병참 지원과 비협조, 사령관들과의 다툼, 그리고 훈련부족 상태의 부대로 인해 좌절했다. 더 적은 수의 병력과 치른 전투에서 몇 번의 패배 이후에, 미국인들은 1813년 10월에 무질서하게 후퇴를 했다.
해군 전력의 결정적인 사용은 오대호에서 왔으며, 배를 건조하는 경쟁에 의존하고 있었다. 미국은 온타리오 호수에 있는 색케츠 항구에서 재빠른 전함 증대 계획을 시작했다. 그곳에서 3,000명의 신병을 모집했고, 더 많은 이들이 뉴욕시 출신으로 11척의 전함을 전쟁 초기에 구축하기 위함이었다. 1813년 이리호 전투를 통해 이리호의 통제권을 확보하고, 영국군과 인디언들을 서부에서 그들의 보급 기지로 쫓아냈다. 그들은 나이아가라로 후퇴를 하다가 1813년 테임즈 전투에서 윌리엄 헨리 해리슨 장군의 군대에 결정적인 패배를 당했다.
인디언 부족의 지도자 테쿰세도 이때 전사를 하고 인디언 연합은 해체되었다. 비록 일부 인디언들이 영국 부대를 따라 계속 싸웠지만, 개별 부족이나 소수의 전사 집단이었으며, 영국 요원들로 보급과 무기를 직접적으로 제공받았다. 미국은 온타리오 서부의 통제권을 확보함으로써 전쟁의 기본 목표였던 캐나다에 있는 영국군으로부터 보급을 받아 미국 중서부를 습격하는 인디언들의 위협을 영구히 제거한다는 기본적인 전쟁의 목표를 달성할 수 있었다. 온타리오 호수의 통제권은 엎치락 뒤치락 여러 차례 바뀌었으며, 양측 모두 일시적 우위 밖에 누리지 못했다.
바다에서는 강력한 영국 해군이 해안 봉쇄를 단행하고 있었다. 영국 해군은 미국 법의 허점으로 뉴잉글랜드의 많은 농산물이 캐나다로 밀수출되고 있은 것은 허용하고 있었다. 해안봉쇄는 미국의 농산물 수출을 황폐화시켰지만, 수입에 의존했던 물품의 미국 내 생산을 자극했다. 영국 해군이 해안을 마음대로 약탈함으로써, 소형 포함으로 해안을 방어한다는 미국의 전략은 실패로 돌아갔다. 가장 유명한 에피소드 중 하나가 백악관과 미국 국회의사당, 해군 기지, 그리고 공공 시설을 불태운 워싱턴 방화를 포함한 체사피크 만 해안 지대에 대한 일련의 영국 해군의 약탈이었다. 바다에서의 영국군의 힘은 해안 도시를 불태우지 않는다는 대가로 그들로부터 징세를 할만큼 충분히 위력을 떨쳤다. 미국인들은 함대함 작전에서는 더욱 성공적이었다. 그들은 수백 명의 해병을 보내서 영국 상선을 습격했으며, 전쟁 초기 첫 4개월 동안 219척의 영국 상선을 나포했다. 그리하여 영국의 상업적 이해관계가 서인도 제도에서 특히 손상을 입었다.
1814년 4월 6일, 나폴레옹이 물러나고 나서, 영국군은 기존 대륙 병력을 미국에 보낼 수 있었지만, 그 당시 미국은 어떻게 전시 동원에 나서며 싸워야 하는 지를 학습해버렸다. 영국 장군 프레보스트는 숙련 병력을 이끌고 뉴욕의 대대적인 침략을 단행했지만, 토머스 맥도너가 이끄는 미국 함대는 샹플레인 호수의 통제권을 획득했고, 영국은 1814년 플래츠버그 전투에서 패배했다. 그 패전에 대한 책임을 지고 소환을 당한 프레보스트는 명예 회복을 위해 군법회의를 소집했지만, 런던에서 대기하는 도중에 사망을 하게 된다. 그러자 영국군은 체사피크 만에 대한 성공적인 기습을 단행하여, 워싱턴을 불태우고, 알렉산드리아를 약탈했지만, 볼티모어를 기습하는 것은 실패로 끝냈다.(볼티모어 전투 참조) 워싱턴 방화로 당황한 미합중국군은 국방부 장관 암스트롱을 해임했다. 루이지애나 침공을 단행한 영국군은 1815년 1월 뉴올리언즈 전투에서 앤드루 잭슨 장군에게 패배를 당함으로써 큰 손실을 입었다. 이 전투는 헨트 조약 협상이 이뤄진 이후 소식이 전달되기 전에 발생한 전투였다. 이 승리로 잭슨은 일약 전국적인 영웅으로 부상하며 미국인들의 존경심을 회복하였고, 이 전쟁을 실패로 규정하려는 연방당의 노력을 분쇄하였다. 1815년 2월 평화 조약이 비준되며, 새로 부임한 국방부 장관 제임스 먼로가 새로운 공세 전략을 펼치기 전에 그 전쟁은 끝났다.
일단 영국과 제6차 대프랑스 동맹이 1814년에 나폴레옹을 격퇴했기 때문에, 프랑스와 영국은 동맹 관계를 맺었다. 영국은 무역 제한과 미국 선원들에 대한 징발을 끝냈으며, 그리하여 전쟁의 두 가지 원인이 더 제거되었다. 전쟁 2년 후, 전쟁의 주요한 원들들이 사라지게 되었다. 양측 모두 전쟁을 계속할 이유가 없었고, 또한 상대편을 결정적인 패배로 몰아서 영토를 할양할 결정적 기회를 잡지도 못했으며, 이익이 되는 평화조건을 깰 수도 없었다. 이러한 막다른 궁지에 몰린 결과로서, 두 나라는 1814년 12월 24일 헨트 조약에 서명을 하게 된다. 평화 협상 조약이 미국에 도달하는데 2개월이 걸렸고, 그 기간동안 전쟁을 계속되었다. 이 전쟁은 전국적 단결심을 배양했으며, 미국과 캐나다에서 호감의 시대를 가져왔다. 이것으로 미국과 대영제국의 긴 평화적 관계의 시대가 열렸다.

## 전장
미영 전쟁은 주로 3개의 전선에서 진행됐다. 모든 인디언의 영토이며, 현지 인디언이 영미 양 진영의 경쟁에 휘말려 학살되었다.
- 오대호 지역과 캐나다 전선
- 대서양 전선
- 남부 전선

### 대서양 전선
대서양에서도 해전이 이루어지고 있었다. 미국 해군은 영국 해군에 비해, 전투함의 숫자도 질도 압도적으로 열세였지만, 전쟁 전반에 걸쳐 선전했다. 하지만 유럽 대륙에서 나폴레옹 전쟁의 귀추가 대 프랑스 동맹 측에 유리하게 흘러가면서, 영국은 해군력을 미국에 추가로 투입하였고, 후반기에는 활동을 봉쇄당했다. 이 전쟁에서 영국 함대에 승리를 거둔 미국 군함 ‘컨스티튜션 호’는 유명하다. 또한 사략선도 활발히 활동했다.
1814년 해군에 수송된 영국 육군은 미국의 수도를 직접 공략을 위해 미국 동해안에 상륙하여, 수도 워싱턴 DC를 함락하고, 백악관도 불태워 버렸다. 전후 백악관을 일신하여 이 때 불탄 자국을 감추기 위해 흰색 페인트를 칠했기 때문에 대통령궁은 백악관이라고 불리게 되었다는 유명한 일화가 있다. 또한 이 전쟁에서 가장 치열한 전투 중 하나는 1814년 9월 13일의 맥헨리 요새 전투이다. 미군은 독립 전쟁 시 만들어진 메릴랜드 볼티모어의 맥헨리 요새에서 농성을 하며 싸웠다. 당시 볼티모어는 미국 사략선의 근거지였다. 반면 체사피크 만에 침입 한 영국군은 끊임없는 함포 사격을 가했다. 그들은 25 시간에 걸친 포격 이후에도 바람에 휘날리는 성조기는 전설이 되었다. 이를 본 미국의 변호사 프랜시스 스콧 키는 성조기를 기리는 시, 《별을 박아넣은 깃발》(The Star-Spangled Banner)을 지었으며, 이후에 멜로디가 붙여져 현재 미국 국가가 되었다.

### 오대호 지역과 캐나다 전선
미국은 영국령 캐나다 장악을 노려, 캐나다를 침공하였다. 이리호, 온타리오호를 장악하고, 어퍼캐나다의 제압에 성공했다. 그러나 세인트로렌스강의 수운을 통제하지 못했고, 결과적으로 몬트리올과 퀘벡의 공략은 실패하여 로어캐나다의 제압은 실패로 돌아가다. 이렇게 미국의 캐나다 침략 야망은 분쇄되었다.
전쟁 전에 전 사령관 조지 워싱턴(미국 초대 대통령, 미영 전쟁 이전에 사망)은 이 땅을 영토로 하는 이로쿼이 족의 몰살을 지휘하고 그들의 마을을 철저히 파괴하여 이로쿼이족으로부터 "마을 파괴자 "라는 두려움의 대상이 되었다. 이로쿼이 족이 영국군과 동맹을 맺고 미국 식민지 정부 측에 저항한 것도 이 때문이다. 워싱턴은 군대에 죽인 이로쿼이 족의 껍질을 벗겨 군장을 장식하게 했다.
이러한 미국인들의 잔혹 행위와 더불어 근본적인 이해 상충이 있었기 때문에 전쟁이 일어날 때마다 인디언은 식민지 사람(미국인)들의 반대 편을 드는 경향이 있었다.

### 남부 전선
이 땅을 영토로 하는 인디언 지파가 영미의 침략에 봉기하여, 쇼니 족의 젊은 전사 테쿰세의 요청에 의해 미군에게 결사 항전을 결정하고, 크리크 족 인디언 전쟁과 휴전 조약 시절에 멕시코 만 연안에서 영국군의 침공이 포함된다.
1814년 3월 앤드루 잭슨은 테네시 민병대, 체로키 족 전사 및 미국 육군 정규군을 이끌고 남부로 향해, 크리크 족 연합 인디언 전사들과 싸웠다. 3월 26일, 잭슨과 존 커피 장군은 호스슈 벤드 전투에서 크리크 족을 격파했다. 크리크 족 전사는 1,000명 중 800명이 죽었지만, 약 2,000명에 이르는 미합중국 군과 체로키 족 연합군은 40명의 전사자와 154명의 부상자만 기록했다. 잭슨 군은 살아남은 크리크족을 추적하여 항복으로 몰아넣었다. 인디언들은 영국 측의 지원을 받았기 때문에 많은 사학자들이 크리크 전쟁을 미영 전쟁의 한 부분으로 간주하고 있다.
잭슨은 죽인 인디언들의 코를 잘라 전리품으로 삼고, 시체에서 피부를 벗겨 군마 고삐로 이용했다. 또한 ‘여자가 살아남으면 인디언이 또한 늘어날 것’으로 생각하고, 아이, 어른 상관없이 여성 인디언을 학살했다.
영국군은 9월 뉴욕과 메릴랜드의 공세에서도 신통한 전과를 거두지 못하고 있었기 때문에, 남쪽으로 시선을 돌려 10,000명 이상의 병력을 실은 함대를 멕시코에 파견했다. 잭슨은 더 서쪽으로 이동하여 1814년 말에서 영국군의 침공에 대비했다.

## 헨트 조약
서로가 결정적인 승리를 거두지 못하고, 전쟁이 장기화되면서 미영 모두 경제적으로, 군사적으로도 피폐해지자 강화 움직임이 나오기 시작했다. 1814년 12월 26일 벨기에에서 헨트 조약을 맺어 강화를 결정하고 미영 전쟁을 종결하기로 합의했다.
이 조약 체결 후 앤드루 잭슨이 이끄는 민병대 군이 뉴올리언스에서 영국군을 격파했다.(뉴올리언스 전투). 이것은 당시 신구 대륙간 연락은 배를 이용하였고, 소식이 도달하는데 몇 주간이 소요되면서 강화 성립 소식이 바로 전달되지 못해서 정전이 늦어졌기 때문에 일어났다. 인디언을 학살하고 영토를 강탈하며 승리를 거둔 앤드류 잭슨은 백인들의 영웅이 되었고, 이후 미국의 대통령이 되었다.
영국군은 뉴올리언스의 대시를 포기했지만, 앨라배마의 모빌 마을에 공격의 화살을 돌렸다. 미영 전쟁의 마지막 전투는 1815년 2월 11일의 버이어 요새 전투로, 이 때는 1,000여명의 영국군이 370명의 미군 수비대를 항복시켰다. 미국은 이때 당한 공격 이후 태평양 전쟁 때까지 미국 본토에서 다른 나라의 공격에 노출되지 않았다.

## 결과
이 전쟁에서 어느 쪽도 영토를 잃지는 않았으며, 전쟁을 끝낸 조약도 전쟁 원점을 언급하고 있었다. 그러나 양국 간에는 많은 것들이 변했다.
〈러시 배것 조약〉은 1817년 미국과 영국 사이에 맺은 조약으로 오대호와 샹플레인 호수에서 비무장을 법제화한 조약이다. 그리고 그곳에는 여전히 영국 해군 배치와 요새들이 남아 있었다. 이 조약은 비무장 국경선을 토대로 한 것이며, 미 전쟁 이후의 시대에 두 나라의 관계 개선을 직설법으로 나타낸 것이다. 오늘 날에도 이 조약은 유효하다.
〈헨트 조약〉은 ‘전쟁 이전의 상태’(status quo ante bellum), 즉 양측에 영토의 손실이 없다는 것을 확립한 것이다.
징발 문제도 나폴레옹의 패배 이후 영국 해군이 더 이상 징발할 필요가 없어지자 논의되었다. 남북 전쟁 같은 우발적인 경계 분쟁과 상황을 제외하고는 미국과 영국의 관계는 일반적으로 19세기, 20세에 걸쳐 평화로웠고, 20세기에는 밀접한 동맹이 되었다.
미국과 영국령 북미 사이의 경계 조정은 1818년 조약을 통해 이뤄졌다. 메인주 – 뉴브런즈윅 경계선을 따라 일어난 국경선 분쟁은 피를 흘리지 않은 애루스툭 전쟁 이후 1842년 〈웹스터 애쉬버튼 조약〉에 의해 해결되었고, 오레곤 군에 있던 경계선은 1846년 〈오레곤 조약〉을 통해 분쟁 지역을 절반씩 분할함으로써 해결되었다.

### 미국
미국은 서부와 남부의 국경선에서 인디언들의 저항을 제압했다. 또한 미국은 국민들이 제2차 독립전쟁이라고 경축했던 것처럼 완전한 독립이라는 심리적인 안정감을 얻었다. 뉴올리언스 전투의 승리 후에는 애국주의가 치솟았다. 반전 입장을 취했던 연방당은 붕괴되었고, 호감의 시대가 뒤를 이었다.
아무도 강력한 해군의 필요성에 이의를 제기하지 않았고, 미군은 전쟁이 끝난 직후 3개의 74 포함 라인과 2개의 44건 프리깃함 생산라인을 구축했다. (다른 프리깃함은 나포되는 것을 예방하기 위해 파괴되었다.) 1816년 미국 의회는 8년간 매년 1백만달러를 투입하여 9척의 배와 12척의 중프리깃함을 승인하는 점진적 해군증강법을 통과시켰다. 미국 해군의 선장과 사령관은 당시대의 장식용접시와 주전자에 등장하는 영웅이 되었다. 디케이터, 헐, 배인브릿지, 로렌스, 페리, 맥도너와 같은 인물들은 잉글랜드 스태퍼드셔에서 제작되어 미국의 시장에서 발견되었다. 그러한 영웅들 중 앤드류 잭슨, 윌리엄 헨리 해리슨, 리처드 멘토 존슨 3인은 공직을 얻는데 그들의 명성을 이용했다.

### 영국령 북미(캐나다)
전후 공화주의에 대한 강한 적대심과 미국의 영향은 캐나다 서부를 침투하여 정책을 형성했다. 미국으로부터의 이민은 위축되었으며, 미국화된 감리교회에 대한 반동으로 캐나다 성공회가 선호를 받았다.
요크 전투는 어퍼캐나다와 로어캐나다에 대한 취약성을 드러내게 했다. 1820년대 미국을 방어할 목적으로 퀘벡에 있는 라 시타델에 대한 작업이 시작되었다. 추가로 미국의 해안 습격을 방어하기 위해 핼리팩스 요새 작업도 시작되었다. 1826년부터 1832년까지 미국의 포격 위험이 없는 안전한 수로를 확보하기 위해 리도 운하가 건설되었다. 운하의 서쪽 끝을 방어하기 위해 영국은 또한 킹스턴에서 헨리 요새를 건설했다.

### 인디언 국가
영국과 동맹을 맺었던 인디언들은 동기를 상실했다. 미국 서부 지역에 인디언 중립 지대를 만들자는 영국의 제안은 헨트 조약에서 거부당하고 재론되지도 못했다. 1814년 이후 대부분의 모피를 얻을 수 있는 영토를 상실한 인디언들은 시장과 원료를 미국에서 찾는 것으로 눈을 돌린 영국 정책자들에게 원치 않는 부담이 되었다. 영국의 현장 요원들은 전 동맹이었던 인디언들을 규칙적으로 계속 만났지만, 무기나 격려책을 제공해 주지 않았으며, 미국의 중서부 확장 정책을 중지하려는 인디언들의 작전도 없었다. 힘있는 후원자에게 버림을 받은 오대호 지역 인디언들은 결국 이주를 하거나, 미국 당국과 주민들이 제공해준 주거지를 수용할 수 밖에 없었다.
남동쪽으로는 크리크 전쟁에서 인디언들의 저항이 앤드루 잭슨 장군에 의해 분쇄되었다. 대통령으로서 앤드루 잭슨(1829–37)은 주요 부족들을 체계적으로 미시시피 서부의 보호구역으로 강제로 쫓아냈다., 그들 중 일부는 눈물의 길을 통해 강요된 추방을 당한 미국 동맹군인 체로키 족도 있었다.

### 버뮤다
버뮤다의 대부분은 미국 독립 이전에 자체 민병대와 선원들의 방어에 방치되어 있었지만, 영국 해군은 그곳이 미국 항구를 대체할만한 유용한 위치에 있었기 때문에 1795년에 땅을 사들이고, 그곳에서 운영을 시작했다. 이곳은 원래 북미 함대의 겨울 항으로 삼을 예정이었지만, 전쟁에서는 이곳의 탁월함이 증명되고 있었다. 19세기 전반에 건축 작업이 진행되었기 때문에, 버뮤다는 서부 해역에서 영구적 해군 기지가 되어 총독부가 지어지고, 기지와 선창으로 활용을 했다. 해군 기반 시설을 보호하기 위해 요새가 지어져, ‘서부 지브롤터’라고 불리게 되는 군도를 강화하였다. 이러한 방어 시설은 제2차 세계 대전 이후까지 버뮤다의 경제를 지탱하는 핵심 축으로 남아 있었다.

### 영국
나폴레옹 하의 프랑스 제국과 지속적인 대규모 충돌은 미영 전쟁을 영국군에게는 단지 본류의 곁가지로만 보이게 했다. 대프랑스 무역에 대한 영국의 해상 봉쇄는 완벽하게 성공을 거두었고, 영국 해군은 세계를 장악한 해군을 지녔음을 보여주었다. (그 후 100년간에도 그러한 상황은 마찬가지였다.) 비록 육군의 전략도 캐나다를 구하는데 일조하긴 했지만, 영국 해군은 미국의 상업을 봉쇄하여 미국 해국을 항구에 틀어막아 사략선을 제압했다. 영국의 시압더 치솟는 보험료에 다소 영향을 받기는 했지만, 무역을 재개하는 것을 요구하고 있었다. 미국의 빠른 성장에 대해 잡음도 있었지만, 영국인들은 대체로 평화를 환영했다. 그러나 두 나라는 전후 빠르게 무역을 재개했고, 그 후로 오랜 시간에 걸쳐 좋은 관계를 구축했다.